# Saison 26 des Simpson
Chronologie
Saison 25 Saison 27
La vingt-sixième saison de la série télévisée d'animation Les Simpson est diffusée aux États-Unis entre le 28 septembre 2014 et le 17 mai 2015 sur la Fox. La version française est diffusée en Belgique le 21 mai 2016 sur Plug RTL, qui a récupéré les droits de diffusion des Simpson depuis l'arrêt de diffusion sur Club RTL. En France, la saison est diffusée sur W9 depuis le 21 avril 2018. En Suisse, elle était diffusée sur RTS 2.

## Épisodes
| № | #  | Titre                                                                                     | Réalisation       | Scénario                        | Première diffusion                  | Code de prod. | Audience (en millions) |
| --- | -- | ----------------------------------------------------------------------------------------- | ----------------- | ------------------------------- | ----------------------------------- | ------------- | ---------------------- |
| 553 | 1  | Le Cafard du clown (Le clown est pouishe) Clown in the Dumps                              | Steven Dean Moore | Joel H. Cohen                   | 28 septembre 2014 21 avril 2018     | SABF20        | 8,53                   |
| Krusty décide de prendre sa retraite après avoir subi les railleries d'une chaîne du câble. Une décision qui aura de lourdes conséquences sur un des habitants de Springfield. Pendant ce temps, Lisa essaye de protéger Homer qui ne cesse de se blesser... |    |                                                                                           |                   |                                 |                                     |               |                        |
| 554 | 2  | Le Naufrage des relations (Le Naufrage du Thérapeutitanic) The Wreck of the Relationship  | Chuck Sheetz      | Jeff Westbrook                  | 5 octobre 2014 21 avril 2018        | SABF17        | 4,27                   |
| Homer veut exercer son autorité parentale et faire obéir Bart, mais ils devront prendre tous les deux le large pour mettre fin à leurs désaccords. Pendant ce temps, Marge s'occupe du jeu de Fantasy football que Homer lui a confié... |    |                                                                                           |                   |                                 |                                     |               |                        |
| 555 | 3  | Super franchise-moi (En toute franchise) Super Franchise Me                               | Mark Kirkland     | Bill Odenkirk                   | 12 octobre 2014 28 avril 2018       | SABF19        | 7,33                   |
| Marge se lance dans la restauration en créant une marque de sandwich... |    |                                                                                           |                   |                                 |                                     |               |                        |
| 556 | 4  | Simpson Horror Show XXV (Spécial Halloween XXV) Treehouse of Horror XXV                   | Matthew Faughnan  | Stephanie Gillis                | 19 octobre 2014 28 avril 2018       | SABF21        | 7,76                   |
| - L’école c'est l’enfer : Une nouvelle fois en retenue, Bart découvre des inscriptions araméennes gravées sur un banc de la classe qui, une fois déchiffrées, ouvrent les portes de l’école de l’enfer, un équivalent scolaire démoniaque situé six pieds sous terre… - Jaune Mécanique : Moe, Homer, Lenny et Carl sont des Hooligans britanniques qui terrorisent les citoyens. Lorsque Homer rencontre Marge, le groupe se dissout, mais quelques années plus tard, un évènement les pousse à se reformer... - Les autres : Les Simpson sont hantés par des fantômes dans leur maison. Lorsqu’ils amènent les esprits à se montrer, la famille se rend compte que ce sont leurs doubles, vingt-cinq ans plus jeunes. Sauf que l’esprit de la jeune Marge a bien l’intention de conquérir le cœur de l’Homer mature… |    |                                                                                           |                   |                                 |                                     |               |                        |
| 557 | 5  | Fric-frack (Fracture du cœur) Opposites A-Frack                                           | Matthew Nastuk    | Valentina Garza                 | 2 novembre 2014 5 mai 2018          | SABF22        | 4,22                   |
| Monsieur Burns tombe amoureux d'une députée démocrate, interprétée par Jane Fonda que Lisa a fait venir exprès pour cesser ses opérations de fractures hydrauliques... |    |                                                                                           |                   |                                 |                                     |               |                        |
| 558 | 6  | Simpsorama                                                                                | Bob Anderson      | J. Stewart Burns                | 9 novembre 2014 5 mai 2018          | SABF16        | 6,7                    |
| Un crossover des deux séries culte de Matt Groening : Les Simpson et Futurama. Bender revient dans le passé pour tuer Bart afin d'empêcher un futur apocalyptique de se produire... |    |                                                                                           |                   |                                 |                                     |               |                        |
| 559 | 7  | Drôle de camping (Le Bûcher des vérités) Blazed and Confused                              | Rob Oliver        | Carolyn Omine et William Wright | 16 novembre 2014 12 mai 2018        | TABF01        | 6,7                    |
| Les Simpson se rendent au festival Burning Man. En parallèle, Bart entre en CM2 et rencontre son nouveau professeur M. Lassen (Willem Dafoe) qui possède une réputation de tyran... |    |                                                                                           |                   |                                 |                                     |               |                        |
| 560 | 8  | Covercraft                                                                                | Steven Dean Moore | Matt Selman                     | 23 novembre 2014 12 mai 2018        | TABF02        | 3,45                   |
| Un matin alors que Moe sort ses poubelles, King Toot le voisin d'à côté jette ses ordures dans la benne de Moe, une bagarre éclate et King Toot Music Store est fermé, Lisa et Homer ne pouvant plus y aller vont dans d'autres boutiques de musique et Homer découvrira un don pour la basse et créera le groupe"Covercraft"... |    |                                                                                           |                   |                                 |                                     |               |                        |
| 561 | 9  | Pas chez soi pour Noël (D'où viens-tu Homè-re) I Won't Be Home for Christmas              | Mark Kirkland     | Al Jean                         | 7 décembre 2014 26 mai 2018         | TABF03        | 6,52                   |
| La veille de Noël, Homer passe la soirée chez Moe et s'y attarde si longtemps qu'à son retour Marge le met dehors. Déprimé, Homer entreprend une promenade solitaire dans Springfield |    |                                                                                           |                   |                                 |                                     |               |                        |
| 562 | 10 | L'Homme qui vint pour être le dîner (La Trouille du cosmos) The Man Who Came to Be Dinner | David Silverman   | Al Jean et David Mirkin         | 4 janvier 2015 26 mai 2018          | RABF15        | 10,62                  |
| Les Simpson, voulant faire une attraction, arrivent sur Rigel VII. Kang et Kodos essaieront de manger Homer... |    |                                                                                           |                   |                                 |                                     |               |                        |
| 563 | 11 | Le Nouvel Ami de Bart (Dix ans fermes) Bart's New Friend                                  | Bob Anderson      | Judd Apatow                     | 11 janvier 2015 2 juin 2018         | TABF05        | 4,28                   |
| Homer apprend qu'il existe un autre inspecteur de la sécurité à la centrale et que c'est grâce à lui qu'il n'a jamais été renvoyé. Malheureusement, ce doublon prend sa retraite. Comme personne ne lui succède, Homer devient obligé de faire toutes les démarches lui-même. Ce manque de distraction le conduit au burnout mais Marge suggère que la famille pourrait visiter un cirque en famille. Une fois là-bas, Homer est malheureusement incapable de se désintéresser de son travail. Bart lui propose de rendre visite à un hypnotiseur qui le ramène alors à l'âge mental d'un enfant de dix ans. |    |                                                                                           |                   |                                 |                                     |               |                        |
| 564 | 12 | Le Musk qui venait d'ailleurs (La Telsa qui venait du ciel) The Musk Who Fell to Earth    | Matthew Nastuk    | Neil Campbell                   | 25 janvier 2015 16 juin 2018        | TABF04        | 3,29                   |
| Monsieur Burns est mis sur la paille par un nouveau vendeur de voitures électriques. Il va tenter de se venger... |    |                                                                                           |                   |                                 |                                     |               |                        |
| 565 | 13 | Grand Fort (Tailles et têtes fortes) Walking Big & Tall                                   | Chris Clements    | Michael Price                   | 8 février 2015 16 juin 2018         | TABF06        | 2,78                   |
| Avec l'aide de Bart, Lisa réécrit l'hymne de Springfield après avoir découvert que l'ancien était un plagiat... |    |                                                                                           |                   |                                 |                                     |               |                        |
| 566 | 14 | Taxi Girl (Sainte-uber express) My Fare Lady                                              | Michael Polcino   | Marc Wilmore                    | 15 février 2015 16 juin 2018        | TABF07        | 2,67                   |
| Alors que Marge en a assez de conduire ses enfants partout sans reconnaissance, elle décide de devenir chauffeur pour un service de transport par application mobile. De son côté, alors qu'Homer était censé s’occuper du bar de Moe, il le mène à la faillite. Le barman est alors obligé de prendre un second boulot comme concierge à la centrale nucléaire... |    |                                                                                           |                   |                                 |                                     |               |                        |
| 567 | 15 | Le Baby-sitter (La Princesse et la Grenouille) The Princess Guide                         | Timothy Bailey    | Brian Kelley                    | 1er mars 2015 22 septembre 2018     | TABF08        | 3,93                   |
| Une princesse nigériane nommée Kemi vient à Springfield, son père ayant l'intention de vendre de l'uranium à M. Burns. Homer est désigné pour être le garde du corps de la princesse. Moe croit Kemi liée à une escroquerie nigériane qui lui a fait perdre beaucoup d'argent, mais il commence bientôt à tomber amoureux de la princesse. |    |                                                                                           |                   |                                 |                                     |               |                        |
| 568 | 16 | Police du ciel (Cartes du ciel) Sky Police                                                | Rob Oliver        | Matt Selman                     | 8 mars 2015 22 septembre 2018       | TABF09        | 3,79                   |
| Le chef Wiggum se procure un réacteur dorsal, mais par sa maladresse il détruit l'église de Springfield. La congrégation locale, menée par Marge et Apu, décide de jouer au casino (comme dans Las Vegas 21) pour se procurer l'argent nécessaire à la reconstruction... |    |                                                                                           |                   |                                 |                                     |               |                        |
| 569 | 17 | Le Nouveau Duffman (En attendant Duffman) Waiting for Duffman                             | Steven Dean Moore | John Frink                      | 15 mars 2015 16 juillet 2016 inédit | TABF10        | 3,59                   |
| Duffman se blesse lors d'une fête. Il ne peut donc plus exercer son rôle. Se tient alors un concours pour savoir qui sera le nouveau Duffman d'Amérique. Homer décide de tenter sa chance... |    |                                                                                           |                   |                                 |                                     |               |                        |
| 570 | 18 | Maman Bulldozer (Big Mother vous regarde) Peeping Mom                                     | Mark Kirkland     | John Frink                      | 19 avril 2015 22 septembre 2018     | TABF11        | 3,23                   |
| Marge suit Bart partout le temps qu'il lui avoue avoir été impliqué dans un accident de bulldozer. Homer passe son temps à jouer avec le nouveau chien de Flanders, ce qui agace le sien... |    |                                                                                           |                   |                                 |                                     |               |                        |
| 571 | 19 | Les enfants se battent bien (Recherche et Développement) The Kids Are All Fight           | Bob Anderson      | Rob LaZebnik                    | 26 avril 2015 22 septembre 2018     | TABF12        | 3,33                   |
| Les Simpson retrouvent une vieille pellicule de photo qui explique pourquoi Bart et Lisa se chamaillent sans arrêt... |    |                                                                                           |                   |                                 |                                     |               |                        |
| 572 | 20 | Les Vieux Coucous (Fêtes des pairs) Let's Go Fly a Coot                                   | Chris Clements    | Jeff Westbrook                  | 3 mai 2015 29 septembre 2018        | TABF13        | 3,12                   |
| Homer apprend que son père a servi dans la Royal Air Force. Bart tente de fumer des cigarettes électroniques afin de pouvoir impressionner Annika, la cousine Hollandaise de Milhouse... |    |                                                                                           |                   |                                 |                                     |               |                        |
| 573 | 21 | Brute de brute (Voyou donc !) Bull-E                                                      | Lance Kramer      | Tim Long                        | 10 mai 2015 29 septembre 2018       | TABF15        | 2,77                   |
| Quand Marge fait voter une loi anti-brutalité, la moitié de la ville se retrouve en prison. |    |                                                                                           |                   |                                 |                                     |               |                        |
| 574 | 22 | Math elle aime (Les Pieds de Mathlètes) Mathlete's Feat                                   | Michael Polcino   | Michael Price                   | 17 mai 2015 29 septembre 2018       | TABF16        | 2,82                   |
| Lisa et les nerds de l'école participent à une compétition de mathématiques contre les élèves de Shelbyville. Ils recevront l'aide de Willie et celle de Bart... |    |                                                                                           |                   |                                 |                                     |               |                        |

## Commentaires
- Simpsorama était un épisode crossover avec Futurama dans lequel les Simpson rencontrent l'équipe de Futurama. L'épisode est écrit par J. Stewart Burns qui sera guest-star de celui-ci. Il devait initialement être diffusé à la fin de saison 25 mais a été déplacé vers la saison 26 et remplacé par Le Prix de la lâcheté.
- Dans l'épisode L'Homme qui vint pour être le dîner, qui est co-écrit par Al Jean et réalisé par David Silverman, la planète Riegel 7 refera une apparition.
- Dans l'épisode Super franchise-moi un tableau très connu apparaît à la fin de l'épisode.
- À la fin de l'épisode Le Nouvel Ami de Bart un hommage est rendu aux attentats produits en France la semaine précédant la diffusion, Maggie arborant un drapeau "Je suis Charlie".